# Прокудский сельсовет
Прокудский сельсовет — сельское поселение в Коченёвском районе Новосибирской области Российской Федерации.
Административный центр — село Прокудское.

## История
Статус и границы сельского поселения установлены Законом Новосибирской области от 2 июня 2004 года № 200-ОЗ «О статусе и границах муниципальных образований Новосибирской области»

## Население
| 2002  | 2010  | 2012  | 2013  | 2014  | 2015  | 2016  |
| ----- | ----- | ----- | ----- | ----- | ----- | ----- |
| 7978  | ↘7840 | ↗8028 | ↗8222 | ↗8390 | ↗8452 | ↗8557 |
| 2017  | 2018  | 2019  | 2020  | 2021  |       |       |
| ↗8661 | ↗8736 | ↘8671 | ↗8676 | ↘7879 |       |       |

## Состав сельского поселения
| № | Населённый пункт | Тип населённого пункта       | Население |
| - | ---------------- | ---------------------------- | --------- |
| 1 | 3293 км          | железнодорожная станция      | ↗23       |
| 2 | Буньково         | деревня                      | ↗300      |
| 3 | Катково          | село                         | ↘471      |
| 4 | Кордон           | населённый пункт             | ↘1        |
| 5 | Крохалёвка       | деревня                      | ↘254      |
| 6 | Прокудское       | село, административный центр | ↘5961     |
| 7 | Светлый          | посёлок                      | ↘559      |
| 8 | Чик              | деревня                      | ↘241      |